# Onthophagus dissentaneus
Onthophagus dissentaneus là một loài bọ cánh cứng trong họ Bọ hung (Scarabaeidae).